# Guly do Prado
Guilherme "Guly" do Prado Raymundo (Campinas, 31 december 1981) is een Braziliaans voetballer die bij voorkeur als aanvaller speelt. Hij tekende in januari 2015 bij Chicago Fire, dat hem transfervrij inlijfde.

## Clubcarrière
Do Prado begon zijn carrière bij het Braziliaanse AA Portuguesa. Al snel werd hij overgenomen door het Italiaanse Catania. Zijn debuut maakte hij op 31 augustus 2002 tegen AC Siena. Dit was de start van een lange carrière in het Italiaanse voetbal waarin hij uitkwam voor Perugia Calcio, Fiorentina, Spezia Calcio 1906, Mantova, Pro Patria en Cesena. Op 23 augustus 2010 werd Do Prado verhuurd aan het Engelse Southampton. Door doelpunten te maken tegen Yeovil Town, Peterborough United, Exeter City, Dagenham & Redbridge, Blackpool en Oldham Athletic werd hij op 20 januari 2011 definitief overgenomen door Southampton. Na enkele seizoen bij de club te hebben gespeeld werd zijn contract op 17 mei 2014 ontbonden.
Op 6 januari 2015 tekende hij bij het Amerikaanse Chicago Fire. 